# Чемпіонат Іршавського району з футболу
Чемпіонат Іршавського району з футболу — футбольні змагання серед аматорських команд в Іршавському районі Закарпатської області, що проводяться Федерацією футболу Іршавського району з 1953 року.
До 1991 року включно організаторами змагань Першість Іршавського району (Іршавської районної ради ДСТ «Колос») з футболу в різний час були Іршавський районний комітет фізкультури і спорту, районна рада ДСТ «Колос» (до 1968 року ДССТ «Колгоспник») та Федерація футболу Іршавського району, створена у середині 60-х років ХХ ст. Вісім років поспіль з 1992 до 1999 року розіграш чемпіонату не проводився і його було відновлено в 2000 році.

## Переможці та призери[1]
| Сезон       | Чемпіон                            | 2 місце                            | 3 місце                            |
| 1953        | «Шахтар» (с. Ільниця)              | «Червона зірка» (с. Кушниця)       | «Колгоспник» (с. Заріччя)          |
| 1954        |                                    |                                    |                                    |
| 1955        |                                    |                                    |                                    |
| 1956        | «Колгоспник» (с. Доробратово)      | «Колгоспник» (с. Гребля)           | «Колгоспник» (с. Брід)             |
| 1957        | «Колгоспник» (с. Заріччя)          | «Червона зірка» (с. Кушниця)       | «Червона зірка» (смт Іршава)       |
| 1958        | «Колгоспник» (с. Білки)            | «Авангард» (с. Кушниця)            | «Колгоспник» (с. Гребля)           |
| 1959        | «Колгоспник» (с. Доробратово)      | «Колгоспник» (с. Заднє)            | «Колгоспник» (с. Гребля)           |
| 1960        | «Авангард» (с. Кушниця)            | «Колгоспник» (с. Гребля)           | «Колгоспник» (с. Дібрівка)         |
| 1961        |                                    |                                    |                                    |
| 1962        |                                    |                                    |                                    |
| 1963        |                                    |                                    |                                    |
| 1964        |                                    |                                    |                                    |
| 1965        | «Авангард» (смт Ільниця)           | «Колгоспник» (с. Приборжавське)    | «Колгоспник» (с. Брід)             |
| 1966        | «Виноградар» (с. Доробратово)      | «Колос» (с. Кам'янське)            | «Виноградар» (с. Великий Раковець) |
| 1967        | «Виноградар» (с. Доробратово)      | «Зірка» (с. Брід)                  | «Колос» (с. Кам'янське)            |
| 1968        | «Зірка» (с. Брід)                  | «Юність» (с. Лоза)                 | «Виноградар» (с. Доробратово)      |
| 1969        | «Виноградар» (с. Доробратово)      | «Виноградар» (с. Великий Раковець) | «Колос» (с. Кам'янське)            |
| 1970        | «Виноградар» (с. Великий Раковець) | «Ремверстат» (смт Іршава)          | «Верховина» (с. Загаття)           |
| 1971        | «Виноградар» (с. Великий Раковець) | «Колос» (с. Кам'янське)            | «Юність» (с. Лоза)                 |
| 1972        | «Колос» (с. Кам'янське)            | «Ялинка» (с. Чорний Потік)         | «Дружба» (с. Дібрівка)             |
| 1973        | «Колос» (с. Кам'янське)            | «Ялинка» (с. Чорний Потік)         | «Дружба» (с. Дібрівка)             |
| 1974        | «Виноградар» (с. Доробратово)      | «Виноградар» (с. Великий Раковець) | «Колос» (с. Кам'янське)            |
| 1975        | «Побутовик» (смт Іршава)           | «Колос» (с. Осій)                  | «Зірка» (с. Імстичево)             |
| 1976        | «Дружба» (с. Дібрівка)             | «Ялинка» (с. Чорний Потік)         | «Виноградар» (с. Великий Раковець) |
| 1977        | «Дружба» (с. Дібрівка)             | «Механізатор» (смт Іршава)         | «Виноградар» (с. Великий Раковець) |
| 1978        | «Металіст» (смт Іршава)            | «Виноградар» (с. Великий Раковець) | «Урожай» (с. Арданово)             |
| 1979        | «Урожай» (с. Арданово)             | «Виноградар» (с. Великий Раковець) | «Автомобіліст» (с. Кушниця)        |
| 1980        | «Автомобіліст» (с. Кушниця)        | «Урожай» (с. Арданово)             | «Верховина» (с. Загаття)           |
| 1981        | «Колос» (с. Кам'янське)            | «Виноградар» (с. Великий Раковець) | «Кооператор» (смт Іршава)          |
| 1982        | «Колос» (с. Заріччя)               | «Керамік» (м. Іршава)              | «Урожай» (с. Арданово)             |
| 1983        | «Дружба» (с. Дібрівка)             | «Урожай» (с. Арданово)             | «Верховина» (с. Загаття)           |
| 1984        | «Виноградар» (с. Доробратово)      | «Ялинка» (с. Чорний Потік)         | «Урожай» (с. Арданово)             |
| 1985        | «Урожай» (с. Арданово)             | «Ялинка» (с. Чорний Потік)         | «Виноградар» (с. Великий Раковець) |
| 1986        | «Колос» (с. Кам'янське)            | «Карпати» (с. Загаття)             | «Урожай» (с. Арданово)             |
| 1987        | «Колос» (с. Кам'янське)            | «Виноградар» (с. Великий Раковець) | «Перемога» (с. Арданово)           |
| 1988        | «Керамік» (м. Іршава)              | «Перемога» (с. Арданово)           | «Ялинка» (с. Чорний Потік)         |
| 1989        | «Керамік» (м. Іршава)              | «Перемога» (с. Арданово)           | «Ялинка» (с. Чорний Потік)         |
| 1990        | «Перемога» (с. Арданово)           | «Керамік» (м. Іршава)              | «Юність» (с. Малий Раковець)       |
| 1991        | «Ялинка» (с. Чорний Потік)         | «Бужора» (с. Осій)                 | «Керамік» (м. Іршава)              |
| 1992 — 1999 | чемпіонат не проводився            | чемпіонат не проводився            | чемпіонат не проводився            |
| 2000        | «Будівельник» (с. Приборжавське)   | «Кобра» (с. Арданово)              | «Колос» (с. Заріччя)               |
| 2001        | «Кобра» (с. Арданово)              | «Бужора» (с. Осій)                 | «Виноградар» (с. Великий Раковець) |
| 2002        | «Кобра» (с. Арданово)              | «Бужора» (с. Осій)                 | «Виноградар» (с. Великий Раковець) |
| 2003        | «Колос» (с. Кам'янське)            | «Колос» (с. Заріччя)               | ФК «Білки» (с. Білки)              |
| 2004        | ФК «Арданово» (с. Арданово)        | «Колос» (с. Кам'янське)            | «Динамо» (с. Вільхівка)            |
| 2005        | «Динамо» (с. Вільхівка)            | ФК «Заріччя» (с. Заріччя)          | ФК «Білки» (с. Білки)              |
| 2006        | ФК «Кам'янське» (с. Кам'янське)    | ФК «Заріччя» (с. Заріччя)          | «Динамо» (с. Вільхівка)            |
| 2007        | ФК «Кам'янське» (с. Кам'янське)    | «Цегельник» (с. Великий Раковець)  | ФК «Заріччя» (с. Заріччя)          |
| 2008        | «Боржава» (с. Довге)               | ФК «Кам'янське» (с. Кам'янське)    | ФК «Білки» (с. Білки)              |
| 2009        | ФК «Заріччя» (с. Заріччя)          | ФК «Сільце» (с. Сільце)            | «Цегельник» (с. Великий Раковець)  |
| 2010        | ФК «Білки» (с. Білки)              | ФК «Заріччя» (с. Заріччя)          | ФК «Сільце» (с. Сільце)            |
| 2011        | ФК «Арданово» (с. Арданово)        | ФК «Заріччя» (с. Заріччя)          | ФК «Сільце» (с. Сільце)            |
| 2012        | ФК «Доробратово» (с. Доробратово)  | ФК «Сільце» (с. Сільце)            | ФК «Заріччя» (с. Заріччя)          |
| 2013        | ФК «Заріччя» (с. Заріччя)          | ФК «Доробратово» (с. Доробратово)  | «Скала» (с. Негрово)               |
| 2014        | ФК «Арданово» (с. Арданово)        | «Шахтар» (с. Ільниця)              | ФК «Білки» (с. Білки)              |
| 2015        | ФК «Сільце» (с. Сільце)            | ФК «Заріччя» (с. Заріччя)          | ФК «Арданово» (с. Арданово)        |
| 2016        | «Шахтар» (с. Ільниця)              | «Колос» (с. Кам'янське)            | ФК «Білки» (с. Білки)              |
| 2017        | «Скала» (с. Негрово)               | «Дружба» (с. Дубрівка)             | ФК «Сільце» (с. Сільце)            |
| 2018        | «Дружба» (с. Дубрівка)             | «Будівельник» (с. Приборжавське)   | «Шахтар» (с. Ільниця)              |
| 2019        | ФК «Кушниця» (с. Кушниця)          | ФК «Гребля» (с. Гребля)            | «Дружба» (с. Дубрівка)             |
| 2020        | «Карпати» (с. Загаття)             | ФК «Гребля» (с. Гребля)            | ФК «Білки» (с. Білки)              |
| 2021        | «Дружба» (с. Дубрівка)             | ФК «Кушниця» (с. Кушниця)          | «Карпати» (с. Загаття)             |